# Три сестры, которые упали в гору
«Три сестры, которые упали в гору» — кукольный мультфильм 2000 года, созданный на студии «Человек и время», заказчик — Sianel Pedwar Cymru. Режиссёр Екатерина Михайлова создала в проекте «Сказки народов мира» мультфильм по мотивам норвежской народной сказки.

## Сюжет
Давным-давно в тени гор жила бедная семья — больная вдова и три её дочери: Кари, Мари и Майя. Отец семейства умер. Когда в Норвегии заходит солнце, многие вещи меняются: сдвигаются деревья и горы, вылезают тролли и начинают бродить вокруг. Поэтому на закате девочки возвращались домой. Ночью их курочка пропала. Утром старшая дочь Кари пошла искать и провалилась в яму под кустом. Средняя и младшая пошли её искать и тоже провалились. Яма, замаскированная кустом, оказалась вертикальным входом в пещеру, в которой жил тролль. Старшей сестре он предложил стать его возлюбленной, она отказалась, и тролль превратил её в каменную статую. Со средней произошло то же самое, но младшая всё видела и слышала. Поэтому сразу согласилась и попросила себе курочку. Тролль достал горшок и посыпал камень сияющим порошком — курочка ожила. Тогда Майя пообещала троллю приготовить угощение и потребовала дрова. Тролль ушёл, а Майя посыпала сияющим порошком каменные статуи, и оживила сестёр, затем велела им залезть в мешок. Тут прибежал тролль, он испугался грома. Майя уговорила его отнести мешок с едой её больной матери и тролль отнёс. Майя сумела вылезти из пещеры и побежала домой. Тролль погнался за ней. Но тут взошло солнце, и тролль превратился в камень.

## Фестивали и призы
- 2001 — VI Открытый Российский Фестиваль анимационного кино в Тарусе : Приз жюри за лучший фильм для детей создателям фильма «Три сестры, которые упали в гору».[2]
- 2001 — VIII МКФ «Крок» — Приз Фонда российского Деда Мороза — «Три сестры, которые упали в гору» реж. Екатерина Михайлова.[3]

## Выставка
В Музее кино открылась выставка «Взрослые игры в куклы». Её авторы – известные российские художники анимационного кино Нина Виноградова и Марина Курчевская. На выставке воссоздан огромный макет к фильму «Три сестры, которые упали в гору».

## Видео
Мультфильм выпускался на DVD в сборнике мультфильмов «Путешествие в страну Сказки».